# Yuh Woon-hyung
Yuh Woon-hyung (koreanisch 여운형 RR Yeo Un-hyeong, IPA: [jʌ.un.çʰjʌŋ], * 25. Mai 1886 in der Yangpyeong, Groß-Joseon; † 19. Juli 1947 in Seoul, Südkorea) oder auch Lyuh Woon-hyung war ein koreanischer Politiker und Unabhängigkeitsaktivist.
Yuh Woon-hyung setzte sich zunächst für die Unabhängigkeit Koreas von Japan ein und führte nach dem Ende des Zweiten Weltkrieges zusammen mit Kim Kyu-sik eine politische Bewegung für ein vereintes Nord- und Südkorea an.
Er ist einer der wenigen Figuren der Moderne, die in sowohl Nord- und Südkorea respektiert wird.

## Leben
Sein Vater ist Yeo Yeo-hyun (呂鼎鉉) und seine Mutter ist von der Gyeongju Yi Abstammung. Er besuchte verschiedene Privatschulen und die staatliche Postschule im Kaiserreich Korea. Er beteiligte sich ab 1907 in der protestantischen Kirche in Yangpyeong und nahm später an einem presbyterianischen Seminar teil.
1911 war er zunächst als Lehrer tätig und zog 1914 nach Nanjing und Shanghai und beteiligte sich an der Exilregierung. Im selben Jahr der Gründung der provisorischen Regierung besuchte er Japan und traf sich mehrmals mit hochrangigen japanischen Beamten, in denen er den Vorschlag der japanischen Imperialisten zur Selbstverwaltung ablehnte und sofort für die Unabhängigkeit eintrat. 1918 war er Leiter der Shinhan Cheongnyeondang (Neues Korea Jugendassoziation). 1919 gründete er eine koreanische Schule im Exil.
1920 trat er der Sozialistischen Partei Koryo bei und 1922 nahm am Kongress der unterdrückten Völker des Fernen Ostens in Moskau teil. Im selben Jahr organisierte er zusammen mit Kim Gu und Son Jeong-do die Koreanische Veteranenvereinigung um ein neues Militär aufzubauen und zu finanzieren.
1923 nahm er an dem Nationalen Volkskongress teil, der abgehalten wurde, um über die Zukunft der Provisorischen Regierung und die Maßnahmen für die Unabhängigkeitsbewegung zu beraten. Er wurde 1929 von der japanischen Polizei in Shanghai verhaftet und 1932 wieder freigelassen.
1933 wurde er Präsident der Zeitung Chosun JoongAng Ilbo und 1934 Präsident des Koreanischen Sportverbandes. 1936 wurde die Zeitung geschlossen, da sie ein Foto mit der entfernten japanischen Flagge auf der Uniform von Son Ki-jeong, der bei den Olympischen Spielen in Berlin den Marathon gewann, veröffentlichte. 1942 wurde er verhaftet und zu einem Jahr Gefängnis und drei Jahren Bewährung verurteilt.
In Erwartung der japanischen Niederlage durch die Alliierten gründete er am 10. August 1944 die Koreanische Nationale Wiederherstellungsliga (조선건국동맹), die später die Grundlage für die Koreanische Volksrepublik sein würde.
Am 15. August 1945 nahm er die Kontrolle über die Sicherheit und Polizei vom japanischen Generalgouverneur Nobuyuki Abe entgegen. Er gründete das Komitee zur Vorbereitung der koreanischen Unabhängigkeit (조선건국준비위원회) und war bis 1946 der stellvertretende Vorsitzende der provisorischen Nachkriegsregierung und traf sich mit Kim Gu, Rhee Seung-man, Ahn Jae-hong und Song Jin-woo, um über den Aufbau des Staates zu beraten. Nach der Auflösung der provisorischen Regierung gründete er die Koreanische Volkspartei (조선인민당) und war bis zu seinem Tod die Vertrauensperson der US-Militäradministration in Korea. Die US-Militärs sahen ihn als gemäßigten Linken und nicht als Kommunisten.
Nach einer Umfrage aus dem Jahr 1946 wurde er als ideale Person gesehen um das Land zu leiten.
Im Februar 1946 besuchte er Nordkorea und traf sich mit Cho Man-sik und Kim Il-sung, um die Frage des Besatzungskomitees zwischen den USA und der Sowjetunion zu besprechen. Er wurde zum Co-Vorsitzenden der Nationalen Front für Demokratie (민주주의민족전선) gewählt, einer Koalition linker Kräfte. Er besuchte im September erneut Nordkorea und traf sich mit dem Leiter der sowjetischen Militäradministration, Romanenko um Angelegenheiten zur Wiedervereinigung zu besprechen.
Er bemühte sich zusammen mit Kim Kyu-sik um die Kooperation zwischen linken und rechten Kräften und hielt kurzzeitig eine Koalition zusammen, die vom vorrangigen Kommunistischen Heo Heon (der später in den Norden fliehen musste), den Konservativen von Kim Gu, den Liberalen Nationalisten von Kim Kyu-sik und den Demokratisch Linken Kräften unterstützt wurde. Nach seinem Tod brach die Koalition zusammen. Die demokratisch-linken Parteien boykottierten die getrennten Wahlen im Süden, weshalb Syngman Rhees Liberale Partei die größte Partei in der Nationalversammlung wurde.
Nachdem bereits mehrere Attentate auf ihn verübt worden waren, wurde Yuh Woon-hyung am 19. Juli 1947 von einem Mitglied der rechtsextremen Terrorgruppe Weißhemdengesellschaft (백의사) erschossen. Der Täter entging der Todesstrafe, indem er sich als Minderjähriger ausgab. Während des Koreakriegs wurde er von der nordkoreanischen Armee verschleppt, und niemand weiß, ob er noch lebt oder tot ist.